# Finala Cupei României 2016
Finala Cupei României 2016 a fost ultimul meci al Cupei României 2015-2016, care s-a jucat între CFR Cluj și Dinamo București. Meciul s-a jucat pe 17 mai 2015 pe Arena Națională din București. Câștigătoarea urma să joace Supercupa României cu campioana Ligii I, Astra Giurgiu. Câștigătoarea Cupei României a fost CFR Cluj, care a învins cu 5-4 la loviturile de departajare. Aceasta este a patra oară când clubul ardelean câștigă trofeul.

## Drumul către finală
Pentru mai multe detalii despre acest subiect, vedeți Cupa României 2015-2016.
FC Dinamo București a intrat în competiție în faza șaisprezecimilor, deoarece a participat în Liga I 2015-2016. În această fază au întâlnit în deplasare, pe Dacia Unirea Brăila, din Liga a II-a, calificându-se pentru optimi după ce au învins cu 3-2, toate golurile fiind marcate de Harlem Gnohéré. În optimi dinamoviști au trecut, în deplasare, de Pandurii Târgu Jiu cu scorul de 3-2, marcatorii fiind Nedelciaru '8, Roatriu '51 și Vojnovic '90. În sferturi, câinii au învins Astra Giurgiu cu scorul de 2-1 prin Gnohéré și Palić. Calificarea în finală au obținut-o învingând în dublă manșă rivalii de la Steaua București prin golurile din deplasare, scorul fiind 2-2 la general.
CFR Cluj a intrat în competiție în faza șaisprezecimilor, deoarece a participat la Liga I 2015-2016. În această fază au întâlnit, în deplasare, pe CS Balotești, din Liga a II-a, calificându-se pentru optimi după ce au învins cu 1-0, unicul gol fiind marcat  Beleck în minutul 112. Au obținut calificarea în sferturi, după ce au învins echipa secundă a FC Viitorul cu 1-0, unicul gol fiind marcat de Negruț. În sferturi au eliminat CSMS Iași, câștigând cu 2-1, golurile fiind înscrise de către Păun '55 și Beleck '83. Calificarea în finală a venit în urma dublei cu ASA Târgu Mureș, câștigată cu scorul de 2-0  (0-0 în turul de la Târgu Mureș și 0-2 în retur), ambele golurile fiind marcate de către Cristian Bud.
| Dinamo București | Dinamo București              | Runda         | CFR Cluj        | CFR Cluj                      |
| ---------------- | ----------------------------- | ------------- | --------------- | ----------------------------- |
| Adversar         | Rezultate                     |               | Adversar        | Rezultate                     |
| CF Brăila        | 3–2 (D)                       | Șaisprezecimi | CS Balotești    | 1–0 (d.p.) (D)                |
| Pandurii         | 3–2 (D)                       | Optimi        | FCV Farul II    | 1–0 (D)                       |
| Astra Giurgiu    | 2–1 (A)                       | Sferturi      | Poli Iași       | 2–1 (D)                       |
| FCSB             | 0–0 acasă și 2-2 în deplasare | Semifinale    | ASA Tîrgu Mureș | 0–0 în deplasare și 2–0 acasă |

## Meci

### Desfășurarea
Dinamo, favorita meciului, a început puternic, marcând în minutul 21, după ce Harlem Gnohéré a fost faultat în careu și a primit lovitură de la 11 metri, executată tot de acesta. Dinamo și-a majorat avantajul în minutul 35 printr-o lovitură de cap din corner a lui Eric Bicfalvi. CFR Cluj a replicat la printr-un gol al lui Juan Carlos la două minute de la începrea reprizei secunde. Golul egalizator a venit în minutul 89 datorită loviturii de cap a lui Tiago Lopes. Au urmat două reprize de prelungiri în care scorul a rămas neschimbat. La loviturile de departajare, ambele echipe au marcat primele patru lovituri. Dorin Rotariu a ratat ce a de-a cincea lovitură, în timp ce Juan Carlos a marcat, iar astfel CFR Cluj a câștigat Cupa României.

### Detalii
| Dinamo                                       | 2 - 2 (d.p.) (d.p.) | CFR Cluj                                   |
| -------------------------------------------- | ------------------- | ------------------------------------------ |
| Gnohéré 21' Bicfalvi 35'                     | Casetă tehnică      | Carlos 47' Lopes 89'                       |
| Bicfalvi · Gnohéré · Anton · Lazăr · Rotariu | 4–5                 | López · Lopes · Beleck · Petrucci · Carlos |

| Dinamo | CFR CLUJ |

|               |    |                        |         |     |
|               |    |                        |         |     |
| P             | 1  | Vytautas Černiauskas   |         |     |
| F             | 44 | Sergiu Hanca           | 33'     | 73' |
| F             | 6  | Ante Puljić            |         |     |
| F             | 17 | Miha Mevlja            |         |     |
| F             | 7  | Steliano Filip         |         |     |
| M             | 28 | Paul Anton             | Căpitan |     |
| M             | 9  | Dorin Rotariu          |         |     |
| M             | 8  | Eric Bicfalvi          |         |     |
| M             | 20 | Antun Palić            |         | 83' |
| M             | 22 | Romario Kortzorg       | 67'     | 75' |
| A             | 10 | Harlem Gnohéré         |         |     |
| Rezerve:      |    |                        |         |     |
| P             | 41 | Vlad Muțiu             |         |     |
| F             | 5  | Ionuț Nedelcearu       | 90+5'   | 83' |
| F             | 73 | Andrei Marc            |         | 73' |
| M             | 21 | Kaj Leo í Bartalsstovu |         |     |
| M             | 23 | Ionuț Șerban           |         |     |
| M             | 93 | Valentin Lazăr         |         | 75' |
| M             | 96 | Vlad Olteanu           |         |     |
| Antrenor:     |    |                        |         |     |
| Mircea Rednic |    |                        |         |     |

|                |    |                   |         |     |
|                |    |                   |         |     |
| P              | 28 | Traian Marc       |         |     |
| F              | 22 | Tiago Lopes       | 70'     |     |
| F              | 6  | Ionuț Larie       |         |     |
| F              | 30 | Andrei Mureșan    | 23'     |     |
| F              | 45 | Camora            | Căpitan |     |
| M              | 25 | Juan Carlos Ruiz  |         |     |
| M              | 10 | Davide Petrucci   | 86'     |     |
| M              | 15 | Tomislav Gomelt   | 46'     |     |
| M              | 57 | Bryan Nouvier     |         | 80' |
| M              | 26 | Cristian Bud      | 59'     |     |
| A              | 17 | Antonio Jakoliš   |         |     |
| Rezerve:       |    |                   |         |     |
| P              | 12 | Cosmin Vâtcă      |         |     |
| F              | 8  | Filipe Nascimento |         |     |
| M              | 11 | Cristian López    |         | 46' |
| M              | 18 | Lucian Goian      |         |     |
| M              | 19 | Steve Leo Beleck  | 59'     |     |
| F              | 22 | Dani Coelho       |         |     |
| A              | 31 | Vítor Bruno       |         | 80' |
|                |    |                   |         |     |
| Antrenor:      |    |                   |         |     |
| Toni Conceição |    |                   |         |     |

| Oficialii meciului - Arbitrii asistenți: Octavian Șovre, Sebastian Gheorghe - Arbitrii adiționali: Alexandru Tudor, Sebastian Colțescu - Arbitrul de rezervă: Adrian Ghinguleac | Reguli - 90 minute. - 30 minute de prelungire dacă scorul rămâne egal (două reprize de 15 minute). - Lovituri de departajare dacă scorul rămâne egal după 120 de minute. - Șapte rezerve. - Maxim trei schimbări. |

## Legături externe
- Site oficial